# Bolu Atatürk Stadı
Das Bolu Atatürk Stadı (auch Bolu Atatürk Stadyumu, deutsch Bolu Atatürk Stadion) ist ein Fußballstadion mit Leichtathletikanlage in der türkischen Stadt Bolu, Provinz Bolu. Der Baubeginn der Heimspielstätte des Fußballvereins Boluspor war im Jahr 1956 und wurde zwei Jahre später eröffnet. Es bietet insgesamt 8456 Sitzplätze.